# Obelisk van Urbino

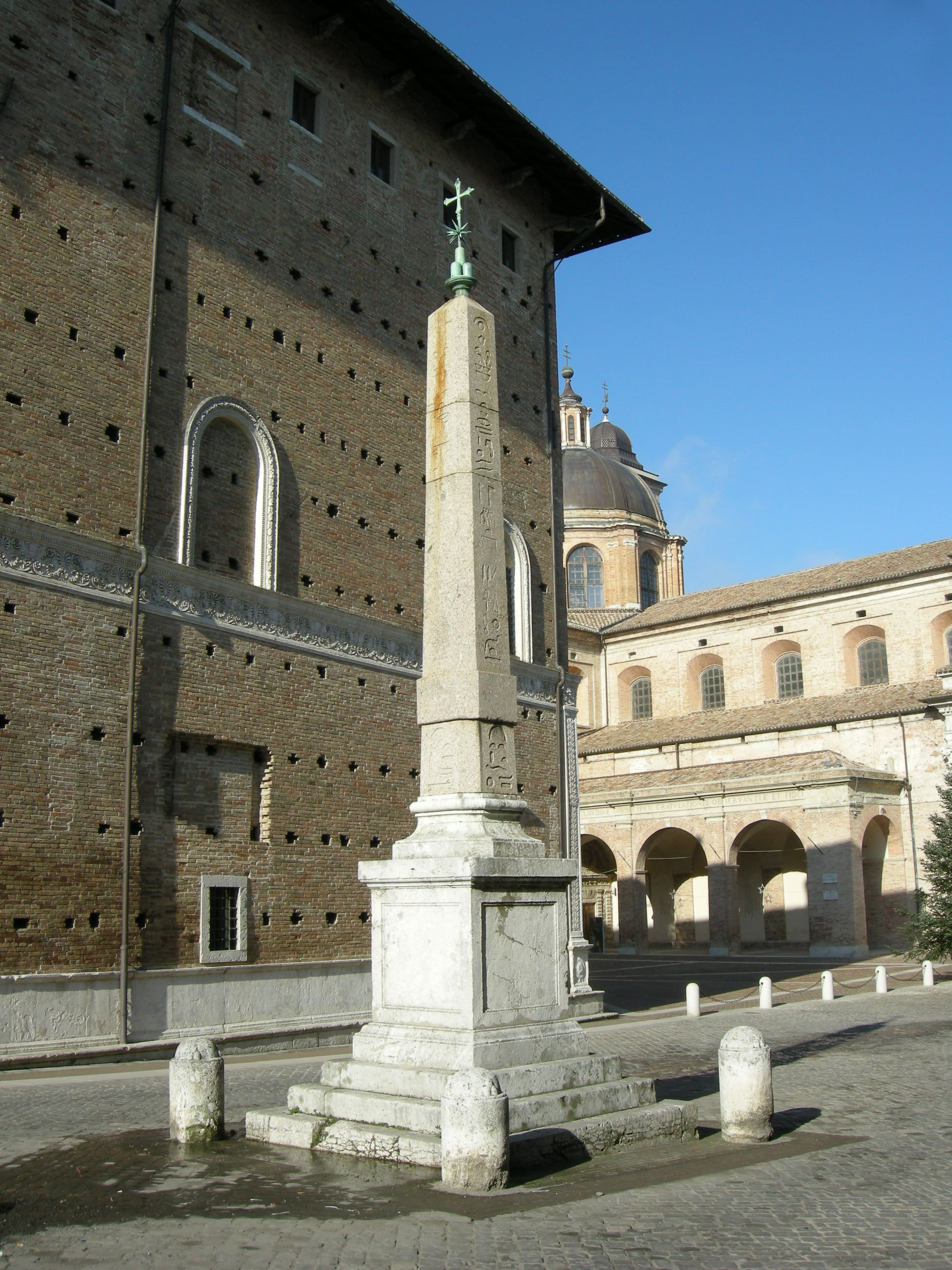
Obelisk van Urbino

De Obelisk van Urbino is een van de twaalf oorspronkelijke Egyptische obelisken in Italië. Hij staat op de Piazza Rinascimento in Urbino, aan de oostelijke gevel van het Hertogelijk Paleis en tegenover de Chiesa di San Domenico.
De obelisk, die bestaat uit vijf opeengestapelde blokken, is relatief klein en dateert uit de tijd Hophra of Apriës (26e dynastie, 558-568 v. Chr.). Hij werd oorspronkelijk opgericht in Saïs, gelegen in de Nijldelta, de toenmalige hoofdstad van Egypte. Aan het einde van de eerste eeuw v. Chr. zou hij naar Rome zijn overgebracht en daar opgesteld in de Tempel van Isis en Serapis op het Marsveld. Nadat keizer Theodosius I de heidense erediensten had afgeschaft en de heidense tempels gesloten, werd de obelisk gedurende vele eeuwen vergeten. Hij werd herondekt in de achttiende eeuw, toen de archeologie in zwang kwam.
In 1737 schonk kardinaal Albani de vijf blokken van de obelisk aan Urbino in het kader van een grote vernieuwing van het stadszicht. Hij staat op een stenen voetstuk en wordt bekroond door een bronzen uitvoering van het wapen van de familie Albani, met daarboven een Latijns kruis.